# Comunità montana Bussento - Lambro e Mingardo
La Comunità montana Bussento - Lambro e Mingardo è una comunità montana campana in provincia di Salerno. 
L'Ente è nato nel 2008 a seguito dell'accorpamento delle Comunità Montane Zona Bussento e Lambro e Mingardo deciso dalla Regione Campania. La sua sede è a Futani e raccoglie solo quattordici comuni delle due comunità soppresse.